# 马切洛
马切洛（義大利語：Macello），是意大利都灵省的一个市镇。总面积14平方公里，人口1255人，人口密度89.6人/平方公里（2009年）。ISTAT代码为001142。